# Basílica de São Tomé

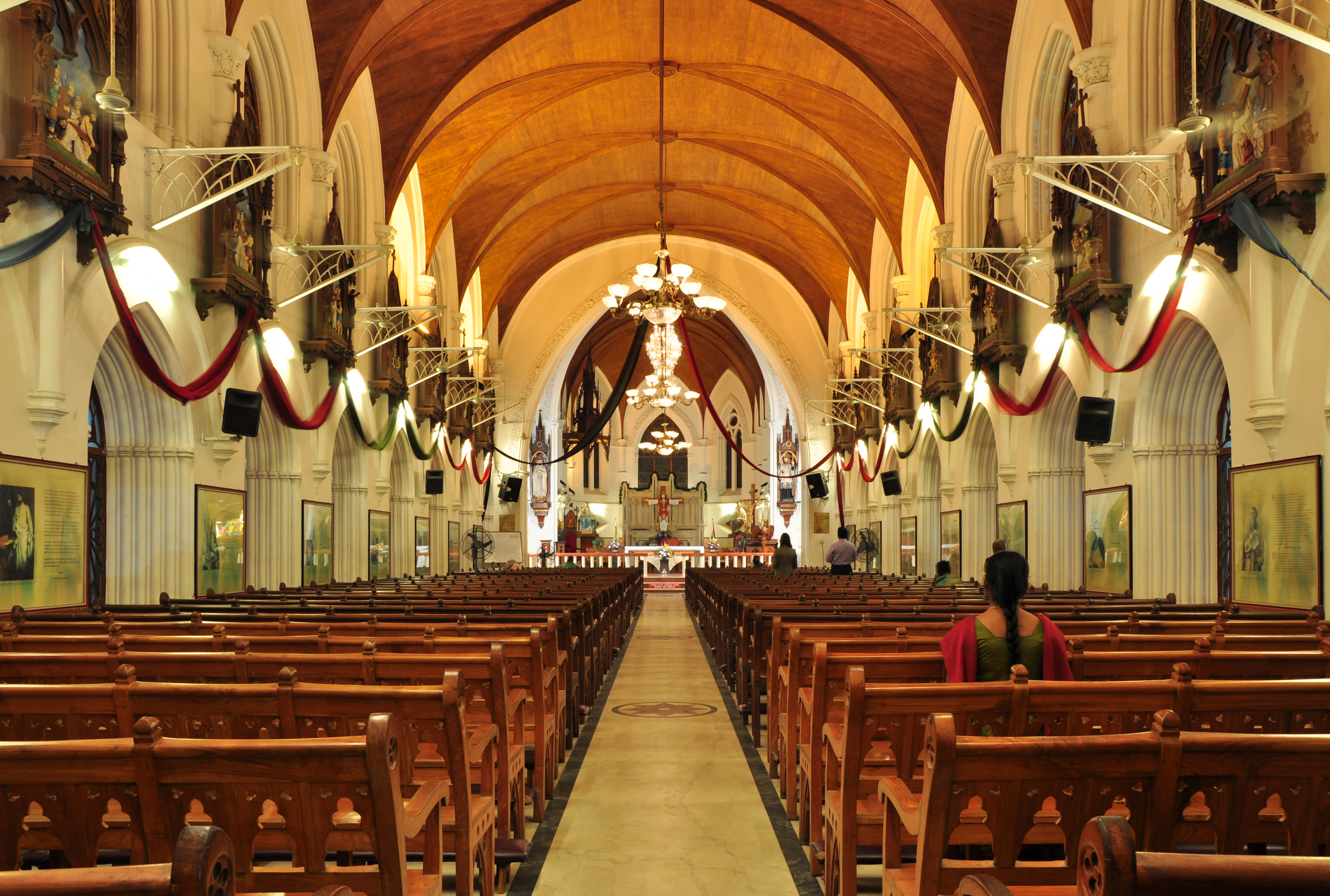
Imagem do interior da basílica

A Basílica de São Tomé é uma basílica católica que fica em Chennai, na Índia. Acredita-se que a basílica tenha sido construída sobre o túmulo do apóstolo São Tomé.